# Nicocles rufus
Nicocles rufus là một loài ruồi trong họ Asilidae. Nicocles rufus được Williston miêu tả năm 1883. Loài này phân bố ở vùng Tân Bắc giới.